# بوگووینا
بوگووینا (به صربی: Bogovina) یک منطقهٔ مسکونی در صربستان است که در بویواتس واقع شده‌است. بوگووینا ۷۷٫۲۶ کیلومتر مربع مساحت و ۱٬۱۵۱ نفر جمعیت دارد و ۲۶۴ متر بالاتر از سطح دریا واقع شده‌است.